# 楷书四大家
楷书四大家，是对中国书法史上以楷书著称的四位书法家的合称。也称四大楷书，楷书四体，他们是：
- 唐朝欧阳询（欧体） ：其楷书法度严谨，笔力险峻，世称“唐人楷书第一”，代表作《九成宫醴泉铭》。
- 唐朝颜真卿（颜体） ：其楷书端庄雄伟，气势开张，世称“颜体”，代表作《多宝塔碑》。
- 唐朝柳公权（柳体） ：其楷书清健遒劲，结体严谨，笔法精妙，笔力挺拔，世称“柳体”，代表作《玄秘塔碑》和《神策军碑》。
- 元朝赵孟頫（赵体） ：其楷书圆润清秀，端正严谨，又不失行书之飘逸娟秀，世称“赵体”，代表作《玄妙观重修三门记》。